# Oncogenética

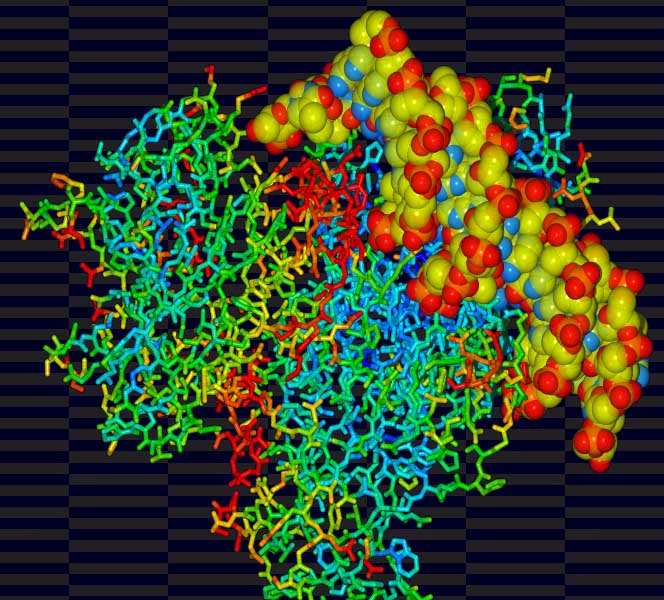
Estructura de la proteína p53 unida al ADN sintetizada por el gen supresor tumoral TP53.

La oncogenética es la rama de la genética y la oncología, por medio de la genética médica, que estudia la oncogénesis y los factores de predisposición genética que contribuyen al desarrollo de neoplasias, tumores o cualquier otro tipo de cáncer con el objetivo de aumentar el entendimiento de esta enfermedad y así poder desarrollar medidas de prevención, mejores tratamientos y una cura efectiva contra ella.